# Артамонов, Александр Михайлович
Александр Михайлович Артамонов (род. 17 сентября 1958, Пискуновка, Красноярский край) — живописец, график, эстампист (офорт, линогравюра), художник книги.

## Биография
Александр Артамонов окончил художественное отделение Казанского театрального училища (1984). В настояще время является руководителем секции графики Творческого союза художников России. Руководитель графической лаборатории «Графком» в составе Экспериментальных Творческих Мастерских при Поволжском отделении РАХ (Казань). Один из организаторов Казанская международная биеннале/ триеннале печатной графики «Всадник».
Заслуженный деятель искусств Республики Татарстан. Почетный академик РАХ. Награжден Серебряной медалью «Достойному» Российской академии художеств; золотой и бронзовой медалями Творческого союза художников России «За вклад в отечественную культуру». Почетным знаком «За достижения в культуре» МК Республики Татарстан. Лауреат премии им. Н. Фешина Н. И. Российской академии художеств и КМ Республики Татарстан. Лауреат премии имени Баки Урманче (2017).
Артамонов участник ряда российских групповых арт-проектов в жанре livre d’artiste: Город как субъективность художника, СПб, 2020); Русский Букварь, Мск. 2018; Странник Гумилёв, Мск. 2016
Живет и работает в Казани.

## Музейные собрания

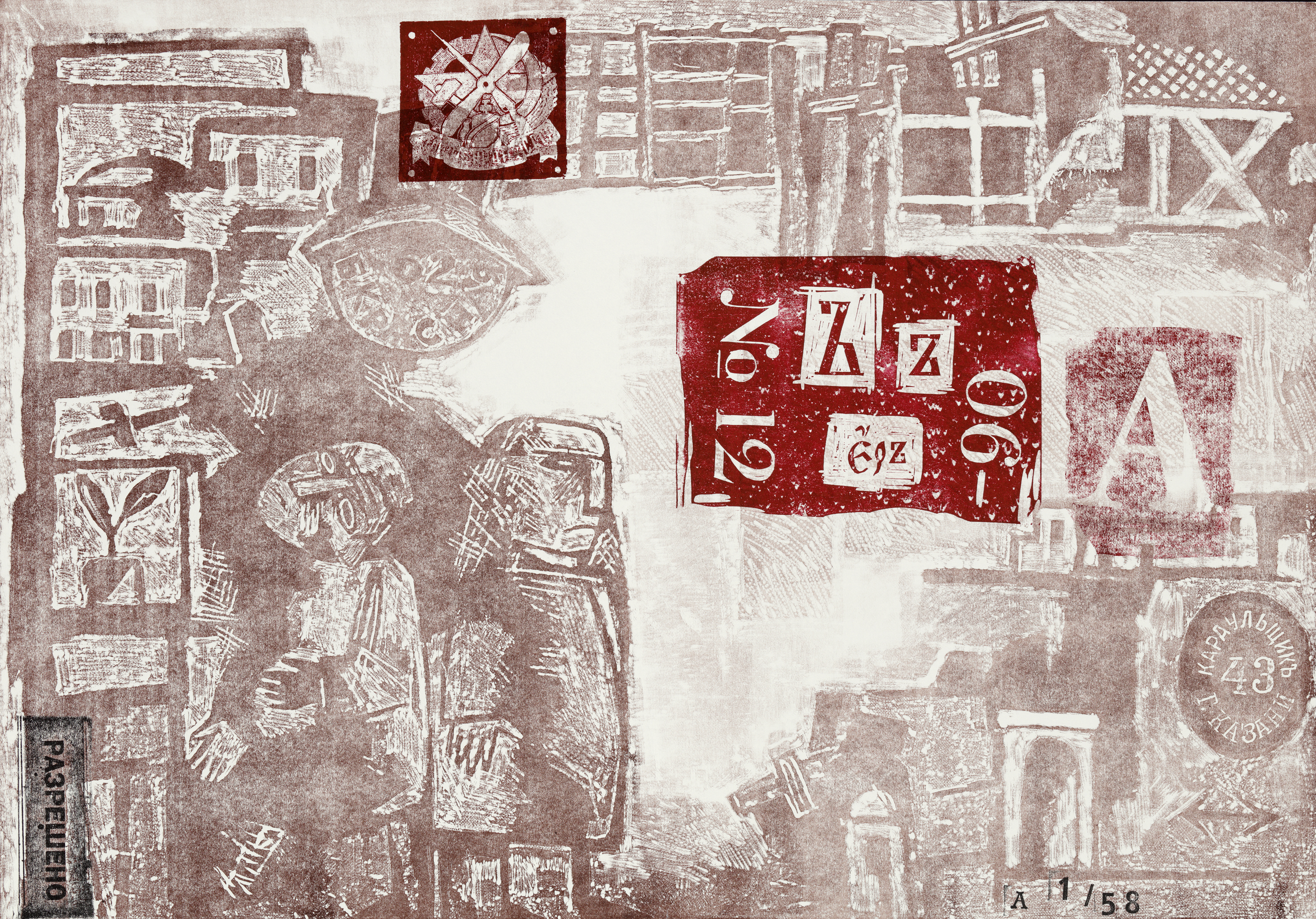
Казанский караульщик № 43 (для проекта Город как субъективность художника). 2019, 42 х 59,4 см, б., автоцинкография

- Эрмитаж. Научная библиотека, Сектор редких книг и рукописей. (Санкт-Петербург)[9].
- Государственный Русский музей. Отдел гравюры XVIII—ХХI вв.[10]
- ГМИИ им. Пушкина. Научная библиотека, Сектор редких книг (Москва).
- AVC Charity Foundation. (Москва).
- Музей АZ. (Москва).
- Государственный музей изобразительных искусств Республики Татарстан. Фонд графики. (Казань).
- Волгоградский музей изобразительных искусств имени И. И. Машкова. (Волгоград).
- Набережночелнинская картинная галерея. Набережные Челны.
- Государственный историко-архитектурный и художественный музей «Казанский кремль».
- Государственный историко-архитектурный и художественный музей "Остров-град Свияжск.
- Национальный культурный центр «Казань».
- Музей Лаишевского края им. Г. Р. Державина.

- Музей ван Аббе. LS (Альберт Лемменс & Серж Стоммелс) коллекция русской Книги художника Эйндховен (Нидерланды).

## Выставки
Александр Артамонов участник и организатор множества выставок в Татарстане и России.